# GHOST SWEEPER
「GHOST SWEEPER」（ゴーストスイーパー）は、原田千栄のデビュー・シングルである。1993年4月30日にスターチャイルドより発売された。

## 解説
表題曲は『GS美神』オープニングテーマに起用されている。ボーカルについては、当時：スターチャイルドのスタッフ側のコンペにより採用されており、ボーカルの原田は専門学校卒業以降、母校の音楽専門学校のボーカル講師を務めていたが、専門学校の人間からオーディションとして勧められて受験。後にスタッフ側が原田が起用され歌手デビューの作品となった。
ジャケットイラストには、美神令子のワンショットがプリントされている。

## 収録曲
1. GHOST SWEEPER [3:44]
作詞：有森聡美、作曲：大森俊之、編曲：岩本正樹
  - テレビアニメ『GS美神』オープニングテーマ
2. Try my heaven [4:49]
作詞：木本慶子、作曲：五島翔、編曲：PAROME
3. GHOST SWEEPER（Off Vocal Version）
4. Try my heaven（Off Vocal Version）

## カバー
| 曲名                                 | アーティスト      | 収録アルバム     | 発売日                  | 規格       | 規格品番                                                       | 備考 |
| ------------------------------------ | ----------------- | ---------------- | ----------------------- | ---------- | -------------------------------------------------------------- | ---- |
| GHOST SWEEPER                        | 奥井雅美          | 『マサミコブシ』 | 2003年5月1日            |            | KICS-1167                                                      |      |
| 森口博子 with マーティ・フリードマン | 『ANISON COVERS』 | 2023年5月24日    | CD+Blu-ray (初回限定盤) | KICS-94104 | 同年5月3日に各音楽ストリーミングサービスにて先行配信リリース。 |      |
| CD (通常盤)                          | KICS-4104         |                  |                         |            |                                                                |      |